# 永恆冒險
《永恆冒險》是一款由韓國電子遊戲公司KOG Studios開發的橫向捲軸動作角色扮演遊戲。游戏在韓國於2003年推出。台灣代理商一開始以遊戲中的三位女主角命名為《三小俠》，但之後改名為《永恆冒險》；中國大陸曾命名為《彩虹骑士》，但也在後期的重新取得營運權後改名為《永恒冒险》。遊戲開發商聲稱在巴西受到熱門歡迎。
該遊戲最後一次更新在2014年12月，並於2015年12月結束營運。Eyedentity Mobile於2015年7月30日發佈了利用智慧財產權所製作的戰略角色扮演手機遊戲《永恆冒險M》。開發商KOG在2016年2月13日的同人活動上宣布正在製作正統續作，並將在智慧型手機平台上發佈，到了隔年9月發表了續作《永恆冒險 for kakao》的消息，並於2018年1月30日正式營運。2021年6月30日，KOG於Steam上再次上架PC端，並命名為Grand chase Classic，於7月14號至7月21號進行封測，7月28號正式推出。

## 劇情
在貝樂梅西亞大陸上，佇立著兩個擁有寬廣領土的王國－－史丹和卡納門，兩個王國的女王從小就是好朋友，兩個王國也因為女王們的友誼，一直保持著友好的關係和平共存。某一天，卡納門王國突然向史丹王國宣戰，無奈之下，存著疑惑的史丹女王只好迎戰。這場戰火不知不覺維持了五年、奪走了無數英雄的生命，整個貝樂梅西亞大陸也因此變得荒涼，老百姓們更是生活在水深火熱之中。在一連串的調查後得知，一個名叫卡查伊斯的大魔王在背後操控著卡納門女王，並藉由她的手發起了戰爭。史丹女王便下令組織一支菁英小隊前去打倒卡查伊斯，解救卡納門女王，而這支菁英小隊的名稱，就做「永恆冒險騎士團」。

## 發行
2005年10月，台灣易吉網取得其遊戲台港地區營運代理權，預計將於同年11月中旬展開封閉測試，台灣易吉網表示：「《Grand Chase》是一款Q版的格鬥遊戲，在韓國採取免費的經營模式，台版《Grand Chase》亦將跟進。」。2006年1月24日，台灣代理商易吉網正式宣佈中文名為《三小俠》，並表示「中文命名來由是根據遊戲中三位女主角，富有行俠仗義、冒險犯難的俠客精神，為了拯救國家對抗邪惡勢力，因此取名為《三小俠》。」並於同年的3月3日開放公測。2007年1月11日中國大陸開始公開測試。同年5月30日，中國大陸代理商世嘉中国宣布解散，内部人员透露《彩虹骑士》的在线人数仅保持在3位数而未能有所突破。，並預定在8月30日世嘉中国的遊戲平台嘉遊網與《彩虹騎士》將結束運營。2007年10月8日，韩国Ntreev Soft签下了《Grand Chase》的美国运营协议，将通过美国分公司在美国运营。2008年9月，菲律宾游戏公司Level UP!与韩国KOG公司签署当地的运营协议，预计11月可以正式投入运营。
2010年7月13日，香港伺服器正式和台灣伺服器合併。同年9月東遊玩子（原台灣易吉網）配合中秋節發起的遊戲活動中提到《三小俠》將正式更名，並於同月28日宣布正式改名為《永恆冒險》。2011年11月10日的韓國遊戲展韓國國際遊戲展示會，研發商KOG與暢遊韓國分公司簽署代理協議，再次讓《Grand Chase》於中國大陸營運，畅游韩国分公司总经理崔慧娟表示「我们会尽全力将《彩虹骑士》打造为中国市场上的另一个精品大作。」。2013年11月8日，將在中國大陸進行內部測試。2014年7月18日，於Steam平台上架。
2015年4月15日，北美結束營運，當地營運商KOG Games的CEO，Eugene Kim表示「《永恆冒險》對很多大型多人線上遊戲有著巨大的影響，它奠定了此類型遊戲的基礎，是時候坦白的說再見並讓玩家接受這件事實。雖然永恆冒險的時代已經結束了，但是這對我們KOG Games為我們這個社會市場上是新的開始。」2015年11月21日，韓國停止商城服務，玩家可於12月3日至31日申請相關退款作業，遊戲伺服器預定12月31日正式關閉，而韓版官網將於2016年1月7日正式停止服務。

## 製作
2006年7月29日，第四屆Chinajoy的第二天，騰訊遊戲採訪了主程式員李昌雨，他表示雖然小時候的志願是科學家但他很喜歡電子遊戲，到了高中就更喜歡了，甚至到了大學考上了電腦專業科並慢慢喜歡上寫程式，後來便開始嘗試遊戲開發讓他慢慢走上製作人的道路；之所以會製作這款遊戲除了是因為喜歡動作遊戲外，他注意到當時韓國線上遊戲市場上沒有這類的電子遊戲，於是他想開發出一款動作快、重視操作感以及節奏快的動作線上遊戲。
遊戲配樂由白在成製作，他在2004年創立了自己的音樂公司，並在《永恆冒險》與《星願Online》的背景配樂募集活動中脫穎而出，此後數個遊戲中的背景音樂也都由白在成製作。
巴西的營運團隊在配音方面邀請到當地知名的配音員瑪西婭·里賈納，已有配音過多數日本動畫的她，表示「了解人物的性格特徵、背景故事以及戰鬥方式頗為重要。在飾演一個角色之前，配音員需要將自己置身於《永恒冒險》的二次元世界中，甚至需要模仿遊戲角色的後跳、前沖、抱摔等格鬥動作，感受女性在戰鬥中打倒魔王後的明爽與暗爽，體驗人物角色的心路歷程和背景故事，並用聲音全程演繹女性的特色。」

## 其他媒體

### 印象曲
「Hope」

### Grand Chase All Star
2013年，南韓智慧型手機MMORPG公司LEMON在韓國國際遊戲展示會上展出了由Unity引擎製作的《Grand Chase All star》，公司表示已取得了《永恆冒險》的版權，並將於2014年推出。2014年的韓國國際遊戲展示會，該遊戲出現在Actoz Soft擺設的攤位上。儘管沒有實機展示，但是Actoz Soft的總監Yongjun Bae表示，該遊戲與攤位上另一個遊戲《龍之谷：迷宮》正在檢討日本地區的上市計劃。

### 永恆冒險M
《永恆冒險M》是利用《永恆冒險》的智慧財產權所製作的戰略角色扮演手機遊戲，並帶有著砍殺遊戲的元素。遊戲中對技能做了簡化，只有五個技能和一個特殊必殺技。廠商也重製《永恆冒險》印象曲，並提供免費下載。
Davinci Games開發的新遊戲《永恆冒險 M》在7月30日於App Store、Google Play上架，並於全世界上推出，收費模式採用免費下載道具收費模式。2016年11月初公告游戲在台灣將結束營運，將無法在24日後登入。12月2日，移動怪獸宣布將代理台港澳中文版並命名為《三小俠 Grand Chase》。2018年7月4日，官方發佈將在8月10日結束營運的消息。

### 漫畫
同名漫畫
作者：김언정（Kim Oun-Jeong）；繪者：정수영（Jung Soo-Young）；類型：兒童漫畫
| 卷數 | 鶴山文化社     | 鶴山文化社         | 核心出版社   | 核心出版社         | 卷數               | 鶴山文化社    | 鶴山文化社         |
| 卷數 | 發售日期       | ISBN               | 發售日期     | ISBN               | 卷數               | 發售日期      | ISBN               |
| ---- | -------------- | ------------------ | ------------ | ------------------ | ------------------ | ------------- | ------------------ |
| 1    | 2005年3月25日  | ISBN 9788952966322 | 2010年5月5日 | ISBN 9789866503320 | 16                 | 2008年4月25日 | ISBN 9788925812618 |
| 2    | 2005年7月25日  | ISBN 9788952970046 |              |                    | 17                 | 2008年7月25日 | ISBN 9788925817729 |
| 3    | 2005年11月25日 | ISBN 9788952977540 | 18           | 2008年10月25日     | ISBN 9788925822969 |               |                    |
| 4    | 2006年3月25日  | ISBN 9788952982032 | 19           | 2009年2月25日      | ISBN 9788925829265 |               |                    |
| 5    | 2006年5月25日  | ISBN 9788952984760 | 20           | 2009年5月25日      | ISBN 9788925833699 |               |                    |
| 6    | 2006年7月25日  | ISBN 9788952987273 | 21           | 2009年9月25日      | ISBN 9788925836614 |               |                    |
| 7    | 2006年9月25日  | ISBN 9788952989635 | 22           | 2010年2月25日      | ISBN 9788925845524 |               |                    |
| 8    | 2006年11月1日  | ISBN 9788952992390 | 23           | 2010年6月30日      | ISBN 9788925851303 |               |                    |
| 9    | 2006年12月25日 | ISBN 9788952993755 | 24           | 2010年8月25日      | ISBN 9788925855677 |               |                    |
| 10   | 2007年1月25日  | ISBN 9788952994905 | 25           | 2010年12月25日     | ISBN 9788925860480 |               |                    |
| 11   | 2007年3月25日  | ISBN 9788952997357 | 26           | 2011年4月25日      | ISBN 9788925868660 |               |                    |
| 12   | 2007年5月25日  | ISBN 9788952998668 | 27           | 2011年7月25日      | ISBN 9788925871936 |               |                    |
| 13   | 2007年8月25日  | ISBN 9788925801919 | 28           | 2011年12月25日     | ISBN 9788925878850 |               |                    |
| 14   | 2007年10月25日 | ISBN 9788925805405 | 29           | 2012年4月25日      | ISBN 9788925887890 |               |                    |
| 15   | 2008年1月25日  | ISBN 9788925808031 | 30           | 2012年8月25日      | ISBN 9788925893716 |               |                    |

永恆冒險 外傳：拉思傳說
作者：편집부
| 卷數 | 鶴山文化社    | 鶴山文化社      |
| 卷數 | 發售日期      | ISBN            |
| ---- | ------------- | --------------- |
| 1    | 2010年6月25日 | ISBN 8925847124 |
| 2    | 2011年2月25日 | ISBN 8925860503 |

永恆冒險：第二個故事
作者：김언정（Kim Oun-Jeong）；繪者：정수영（Jung Soo-Young）
| 卷數 | 鶴山文化社     | 鶴山文化社      |
| 卷數 | 發售日期       | ISBN            |
| ---- | -------------- | --------------- |
| 1    | 2012年11月25日 | ISBN 8925897318 |

## 續作
韓國開發商KOG在2015年12月以前，已將《永恆冒險》在所有國家／地區結束營運，並在12月29日宣布贊助韓國當地的一項同人活動。2016年2月13日的活動當天，KOG向玩家們宣布正在研發續作，並將在智慧型手機平台上發佈，也將與《永恆冒險M》不同，會是KOG親自研發。
2017年9月29日，韓國網際網路公司Kakao宣布KOG將發佈的續作《永恆冒險 for kakao》的消息，劇情將會接續原作的世界觀，並將會在10月的Android／iOS平台上進行封閉測試。同年10月13日在韓國開始封閉測試至17日。隔月10日開發商KOG宣布正在為《永恆冒險 for kakao》的製作而招募員工，並於同月16日至19日的韓國國際遊戲展示會上展出。2018年1月30日，正式營運。同年6月19日，KOG對外宣布《永恆冒險》的續作將由日本Nexon營運，並命名為《永恆冒險 次元的追跡者》，該作預定在2018下半年推出。同年7月3日，KOG在菲律賓與當地公司Elite Games合作發佈並命名為《永恆冒險 次元追逐者》。同年8月10日，龍成網路宣布取得韓國開發商KOG的《永恆冒險》新作的繁體中文代理權。同月31日，龍成網路宣布遊戲正在準備中，並預計9月會展開事前登錄。

## 影響
2006年，巴哈姆特電玩資訊站上的線上遊戲期待排行，《三小俠》登上了1月30日到2月4日排行的第六名。2008年，巴西進行第二季改版與6月大規模升級後，《永恆冒險》成為了巴西遊戲排行榜首位，兩年後的1月27日，在巴西同時上線人數突破2萬1千人。2011年8月4日的亞洲網路遊戲大獎上，《永恆冒險》獲獎為「印尼地區最受歡迎網路遊戲獎」。2013年3月9日，17173新聞中心發表了該週的前十大電子遊戲影片排行榜，而《永恆冒險》為第七名。同年9月21日，新浪遊戲發表了在中國大陸電子遊戲市場上與《地下城與勇士》同樣為橫軸動作遊戲的五款電子遊戲，文章提到《永恆冒險》與《地下城與勇士》的風格完全不同，並以日式動漫劇情和超豐富的職業系統決定了它在橫軸電子遊戲市場上獨樹一幟。同年12月4日，在台灣競舞娛樂舉辦的新遊戲發表會上，產品經理Puffs表示，《Fighters Club》是款優秀的作品以外，也因為KOG旗下的《永恆冒險》是格鬥玩家眼中的指標性2D格鬥遊戲，KOG執行長Won Lee在台上介紹《Fighters Club》的同時也表示，公司沒想到《艾爾之光》和《永恆冒險》能在台灣獲得了這麼好的成績讓他無法只用言語來感謝，他便用跪拜來表達感謝。
新浪中國遊戲排行榜的大夢和幺幺不小了評分為7/10分，大夢評論遊戲中的技能樹和對各職業的探索能給玩家一定的趣味性，不過以當時中國大陸的內容來看數個職業練習到一定程度可能就會讓玩家失去興趣；幺幺不小了評論當時遊戲測試的內容和開放程度都還有很大的提升空間，並希望下一次遊戲測試營運商能夠做好準備，因為他在遊戲中發現了部分介面沒有中文化以及不少的程式錯誤。遊戲大全的編輯也與新浪一樣，給予7/10分。17173新聞中心的eleven在2013年5月參與了測試並表示「《永恒冒险》是一款非常简单纯粹的横板动作游戏，游戏没有乱七八糟的任务和做不完的日常以及活动，只有简单的副本，简单的对战和简单的好友关系。游戏以职业养成为目的，可自由选择切换六大不同的职业特色十足，不过要照顾到每一个职业却也比较耗费精力和时间。」。
《永恆冒險》的漫畫發行第一冊的第一年銷售超過75萬，並在2009年發行第20冊的同時，其總銷售量達到一百萬。
《永恆冒險M》在2015年7月30日分別在App Store和Google Play上架，兩家網路商店的下載量都在上架的一週內突破了2萬次。日本手機遊戲網站Appget公布了2015年7月24日到30日的當地安卓遊戲排行榜，而《永恆冒險M》成為了暢銷遊戲排行榜當週的第一名。8月8日，發行商Eyedentity Mobile宣布《永恆冒險M》在Google Play商店的下載量突破三百萬。

## 外部連結
官方網站
- 韓國 （页面存档备份，存于）
- （葡萄牙文）巴西 （页面存档备份，存于）
- （英文）美國
- （英文）菲律賓
- 南美 （页面存档备份，存于）
- Google Play商店中的永恆冒險
- 苹果App Store中的Grand Chase M

遊戲資訊
- Fandom上的更多相关：永恆冒險（中文）
- Fandom上的更多相关：Grand Chase Wiki（英文）
- Fandom上的更多相关：Grand Chase Wiki（葡萄牙文）